# Øster Hurup

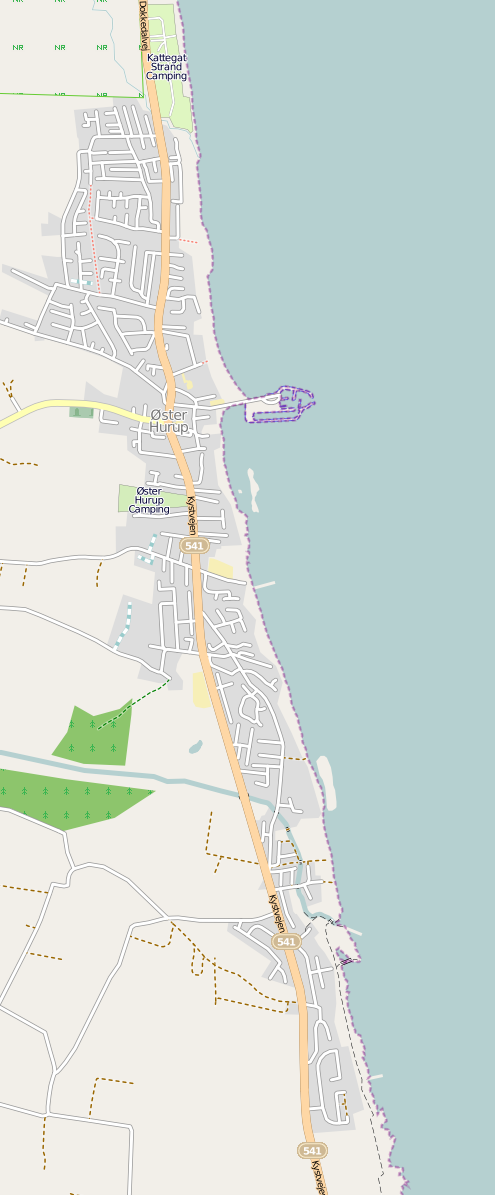
Detailkaart

Øster Hurup is een Deense plaats in de gemeente Mariagerfjord in de regio Noord-Jutland.
De plaats heeft circa 705 inwoners (2020). Het is een populaire vakantieplaats en in de zomer komen er duizenden toeristen om te genieten van de talloze mogelijkheden. De plaats ligt aan het Kattegat en niet ver van het Mariager Fjord. Het kilometers lange witte zandstrand heeft lage duinen, slechts langzaam dieper wordend water en kleine golven.

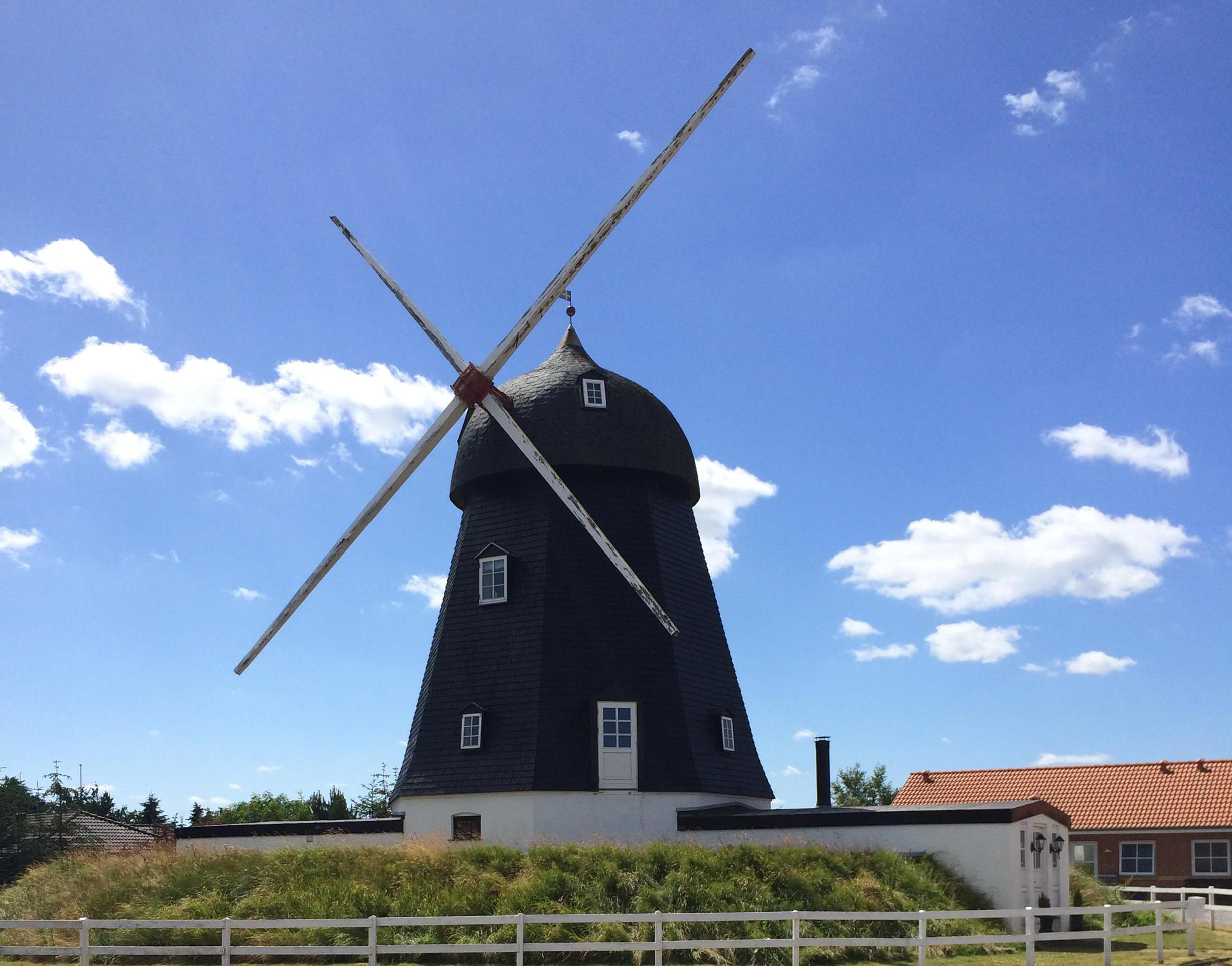
Molen
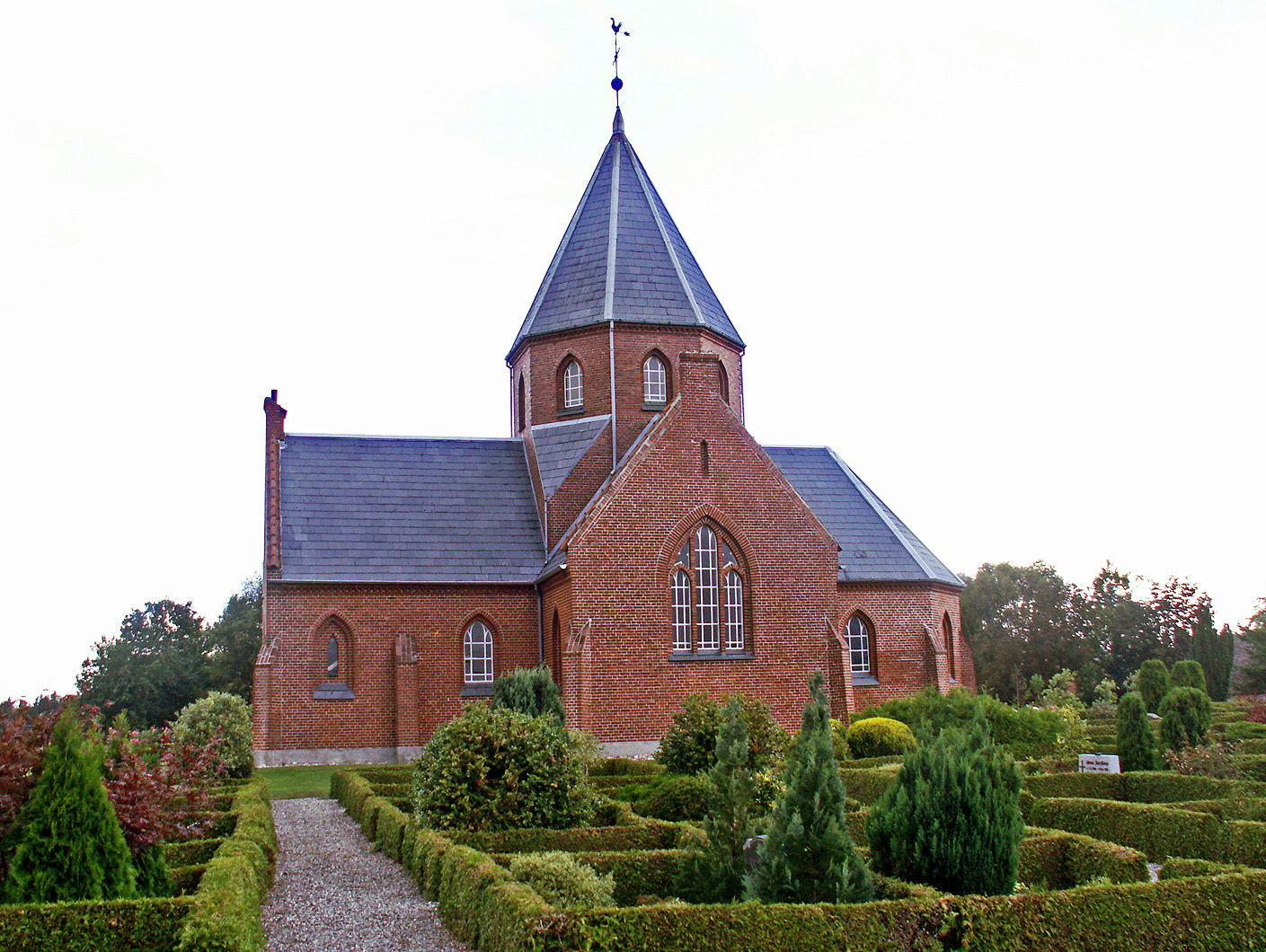
Kerk
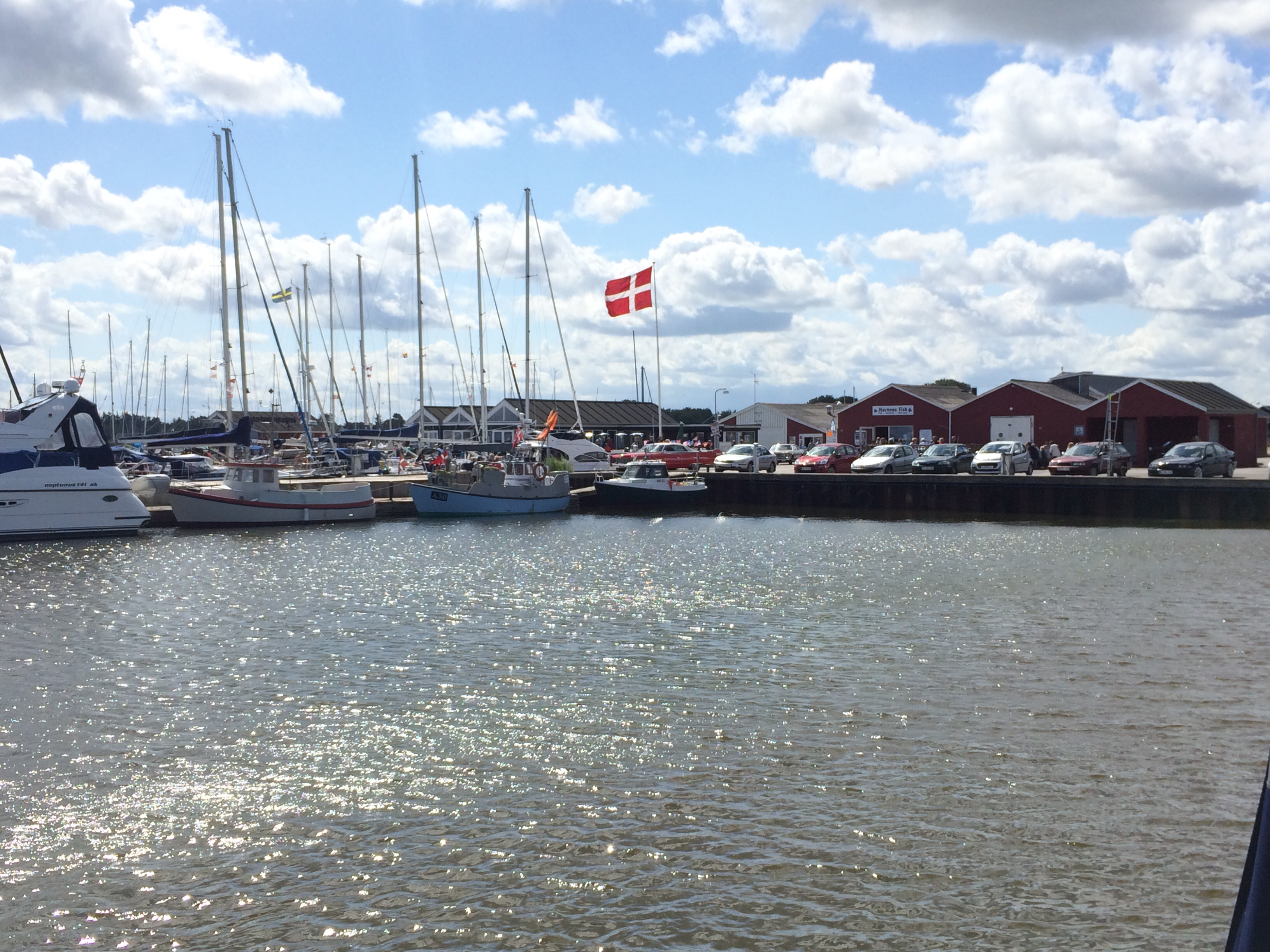
Haven